# Crnogorsko kraljevsko kazalište Zetski dom
Crnogorsko kraljevsko kazalište Zetski dom (naziv na crnogorskome jeziku Crnogorsko kraljevsko pozorište Zetski dom), prvo profesionalno kazalište u crnogorskoj povijesti, utemeljeno 16. svibnja 1910. na Cetinju uoči proglašenja Kraljevine Crne Gore .
Zgrada Crnogorskog kraljevskog kazališta se zvala i još uvijek se zove Zetski dom. Počela se graditi 1884. godine po projektu hrvatskoga arhitekte Josipa Slade. Bila je uglavnom dovršena četiri godine kasnije. 
1888. je odigrana prva kazališna predstava u Zetskome domu a poslije brojne druge. 
No, tek je 1910. oformljena profesionalna skupina glumaca, pa je 16. svibnja te godine odigrana predstava Balkanska carica po tekstu kralja Nikole I. Petrovića. Redatelj je bio Crnogorac Mašo Petrović dok su glavna lica igrali profesori Cetinjske gimnazije.
Crnogorsko kraljevsko kazalište je imalo i svoj statut. 
1915. zgrada Zetskoga doma silno je stradala tijekom Prvog svjetskog rata .
Crnogorsko kraljevsko kazalište Zetski dom je sredinom 1990-ih obnovilo rad s profesionalnom glumačkom i redateljskom trupom.

## Vanjske poveznice
- "Zetski dom" na Cetinju  Arhivirana inačica izvorne stranice od 8. srpnja 2008. (Wayback Machine)